# Stanthorne
Stanthorne est un village du Cheshire, en Angleterre.